# Alongamento anal
Alongamento anal consiste na abertura até o máximo possível do ânus, com auxílio do pênis ou qualquer objeto que tenha a forma adequada para penetração anal, tanto em homens como em mulheres.
Também um  eczema atópico pode ser tratado com um alongamento anal.

## Conceito
No cinema pornô atual é cada vez mais frequente esse fetiche conhecido como stretching, de mostrar mulheres sendo penetradas por pênis grandes e grossos, ou por vibradores imensos, ou até mesmo tacos de baseball, e abrir bem o ânus. Além disso a internet popularizou a prática conhecida como fist fucking, que consiste na penetração do punho no ânus, vagina ou até mesmo na boca. O fist fucking é possivelmente o principal fetiche relacionado à dilatação.
Hoje, a maioria dos sites pornôs já conta com categorias que mostram mulheres praticando a dilatação com objetos variados, desde a própria mão a frutas, garrafas, inclusive instrumentos utilizados em genecologia, como os espéculos.[carece de fontes?]
Muitas mulheres que praticam o alongamento anal utilizam, mesmo durante o dia a dia, plugues anais durantes suas atividades. A dilatação anal exagerada pode trazer algumas consequências, como a perda de controle da musculatura anal. A dilatação anal em homens também começa a ganhar adeptos, cada vez mais existem filmes de homens sendo penetrados tanto por outros homens como por mulheres que prendem vibradores na cintura, e consequentemente dilatando-o para se mostrar para a câmera.[carece de fontes?]